# Камбулат (приток Коелги)
Камбула́т — река в России на Южном Урале, протекает в Чебаркульском районе Челябинской области. Исток находится возле села Половинка, река течёт на север до села Ступино, затем поворачивает на северо-восток до села Мельниково, после чего течёт на восток. Устье реки находится в 34 км по правому берегу реки Коелга возле деревни Барсуки. Длина реки составляет 30 км.

## Данные водного реестра
По данным государственного водного реестра России относится к Иртышскому бассейновому округу, водохозяйственный участок реки — Увелька, речной подбассейн реки — Тобол. Речной бассейн реки — Иртыш.
Код объекта в государственном водном реестре — 14010500112111200001056.